# Benjamin Krotz
Benjamin Krotz (* 16. November 1985 in Stuttgart) ist ein deutscher ehemaliger Handballspieler.

## Karriere
Benjamin Krotz begann mit dem Handball beim GSV Hemmingen. In der B-Jugend wechselte er zum TV Kornwestheim, für den er später auch in der 2. Handball-Bundesliga spielte. In der Saison 2006/07 stand der 1,92 Meter große Handballtorwart bei der neu begründeten HBR Ludwigsburg in der 2. Bundesliga zwischen den Pfosten, anschließend ging er 2007 zum TV Bittenfeld, wo er bis 2009 spielte. In der Saison 2007/08 hatte er zudem ein Zweitspielrecht für den Erstligisten Frisch Auf Göppingen, bei dem er dreimal zum Einsatz kam. 2009 wechselte Krotz zur SG BBM Bietigheim, wo sein ursprünglich bis 2012 datierter Vertrag wegen eines studienbedingten Auslandaufenthalts vorzeitig aufgelöst wurde. Ab November 2012 spielte er in der Württembergliga für die SG Schozach-Bottwartal, von 2013 bis 2016 auch zusammen mit Dennis Saur als Spielertrainer. Im Sommer 2017 wechselte Krotz zum SV Fellbach. 2019 beendete er seine Karriere.

## Privates
Krotz hat in Stuttgart ein Studium der Betriebswirtschaft absolviert.